# الاتحاد الليبرالي العربي
تأسس الاتحاد الليبرالي العربي في القاهرة عام 2008م تحت اسم «شبكة الليبرالين العرب» وتم انتخاب وائل نوارة عن حزب الغد المصري ليكون أول رئيس للشبكة.
ثم تم تغيير اسم الشبكة إلى «التحالف العربي للحرية والديمقراطية» عام 2011م، لتفادي الفهم الخاطئ لكلمة «ليبرالي» في بعض الدول العربية، وقد شارك التحالف العربي للحرية والديمقراطية في الليبرالية الدولية.
وفي مؤتمر تونس عام 2016م أتخذت الجمعية العمومية قراراً تغيير الاسم ليصبح «الأتحاد الليبرالي العربي».

## الرئاسة
- د. وائل نوارة - حزب الغد - مصر (2008 - 2012)
- أ. سائد كراجه - منتدى الفكر الحر - الأردن (2012 - 2016)
- د. محمود العلايلي - حزب المصريين الأحرار - مصر (2016 - ...)

## أعضاء التحالف
الأحزاب والمنظمات الليبرالية العربية الأعضاء بالتحالف تلتزم بمبادئ الحرية والمسؤولية والتعددية والتسامح واقتصاد السوق والدولة المدنية والتأكيد على فصل الدين عن السياسة. كما تساعد الشبكة أعضاءها على دعم الإصلاحات الليبرالية لضمان حياة أفضل في ظل الحرية والرخاء في العالم العربي.
 الأردن
- منتدى الفكر الحر

 المغرب
- حزب الحركة الشعبية
- حزب الأتحاد الدستوري
- الحزب المغربي الليبرالي

 تونس
- آفاق تونس

 لبنان
- حزب الوطنيين الأحرار
- حزب تيار المستقبل

 مصر
- حزب المصريين الأحرار
- حزب المؤتمر
- حزب مصر الحرية

 موريتانيا
- حزب التجمع من أجل موريتانيا -تمام-

 فلسطين
- ملتقى الحريات

 السودان
- الحزب الديمقراطي الليبرالي الموحد

## وصلات خارجية
1. التحالف العربى للحرية والديمقراطية